# Odair Mocellin
Odair Francisco Mocellin (Aratiba, 10 de junho de 1961) é um ex-futebolista brasileiro, que atuava como ponta-esquerda. Odair é mais conhecido pela sua passagem pelo Grêmio, onde foi campeão do Campeonato Brasileiro de Futebol de 1981, da Copa Libertadores da América de 1983 e da Copa Europeia/Sul-Americana de 1983.

## Carreira
Nascido em Aratiba, na região norte do Rio Grande do Sul, Odair iniciou sua carreira nas categorias de base do Grêmio, tendo sido promovido ao profissional aos dezoito anos, em 1979. Sua estreia ocorreu em 1979, no empate em 1-1 diante do Esportivo. Disputou 201 partidas com a camisa do Grêmio, marcando 23 gols durante este período.[carece de fontes?] Jogando como ponta-esquerda, Odair foi um dos destaques da conquista do Campeonato Brasileiro de Futebol de 1981, onde marcou nove gols. Odair fez parte do elenco gremista campeão da Copa Libertadores da América de 1983 e da Copa Europeia/Sul-Americana de 1983. Sua última partida pelo Grêmio ocorreu em 1987, na vitória de 1-0 diante do São Borja.[carece de fontes?]
Odair também fez parte da Seleção Brasileira de Novos, tendo feito parte do plantel que disputou o Torneio Internacional de Toulon em 1981, tendo feito um dos gols contra a Itália na vitória de 2-0 na estreia da equipe brasileira.
Transferiu-se para a Inter de Limeira, onde teve uma breve passagem e foi campeão do Interior Paulista de 1987. Em 1988, foi para o Vitória, e em 1989, encerrou sua carreira profissional no Novo Hamburgo, devido ao alto número de lesões.[carece de fontes?]
Após o fim de sua carreira profissional, Odair se dedicou a manter uma escolinha de futebol na cidade de Erechim, chamada Escolinha do Odair. Entre os atletas que passaram pela formação de Odair, está o volante Fernando.

## Títulos
Grêmio
- Campeonato Gaúcho de Futebol: 1980, 1985, 1986
- Campeonato Brasileiro de Futebol: 1981
- Copa Libertadores da América: 1983
- Copa Europeia/Sul-Americana: 1983

Inter de Limeira
- Campeonato Paulista do Interior de Futebol: 1987

Seleção Brasileira de Novos
- Torneio de Toulon: 1981